# Rajd Wybrzeża Kości Słoniowej 1984
Rajd Wybrzeża Kości Słoniowej 1984 (16. Rallye Côte d’Ivoire) – 16 Rajd Wybrzeża Kości Słoniowej rozgrywany na Wybrzeżu Kości Słoniowej w dniach 31 października-4 listopada. Była to jedenasta runda Rajdowych Mistrzostw Świata w roku 1984. Rajd został rozegrany na nawierzchni szutrowej. Bazą rajdu było miasto Abidżan.

## Wyniki końcowe rajdu[1]
| Msc. | Kierowca        | Pilot            | Samochód               | Czas  | Strata | Grupa | Punkty |
| ---- | --------------- | ---------------- | ---------------------- | ----- | ------ | ----- | ------ |
| 1    | Stig Blomqvist  | Björn Cederberg  | Audi Sport Quattro     | 5:24  | 0.0    | B12   | 20     |
| 2.   | Hannu Mikkola   | Arne Hertz       | Audi Quattro A2        | 5:46  | +0:22  | B12   | 15     |
| 3.   | Shekhar Mehta   | Rob Combes       | Nissan 240RS           | 6:28  | +1:04  | B12   | 12     |
| 4.   | Alain Ambrosino | Daniel Le Saux   | Opel Manta 400         | 7:03  | +1:39  | B12   | 10     |
| 5.   | David Horsey    | David Williamson | Peugeot 504 V6 Pick-up | 13:58 | +8:34  | B12   | 8      |
| 6.   | Patrick Tauziac | Loïs Cournil     | Mitsubishi Colt        | 24:13 | +18:49 | A7    | 6      |

## Klasyfikacja po 11 rundach
Tabele przedstawiają tylko pięć pierwszych miejsc.

### Kierowcy
| Lp. | Kierowca        | Pkt |
| --- | --------------- | --- |
| 1   | Stig Blomqvist  | 125 |
| 2   | Hannu Mikkola   | 101 |
| 3   | Markku Alén     | 90  |
| 4   | Attilio Bettega | 49  |
| 5   | Miki Biasion    | 43  |

### Producenci
| Lp. | Producent | Pkt |
| --- | --------- | --- |
| 1   | Audi      | 116 |
| 2   | Lancia    | 108 |
| 3   | Peugeot   | 56  |
| 4   | Renault   | 55  |
| 5   | Toyota    | 48  |